# Carl Friedrich Hindenburg

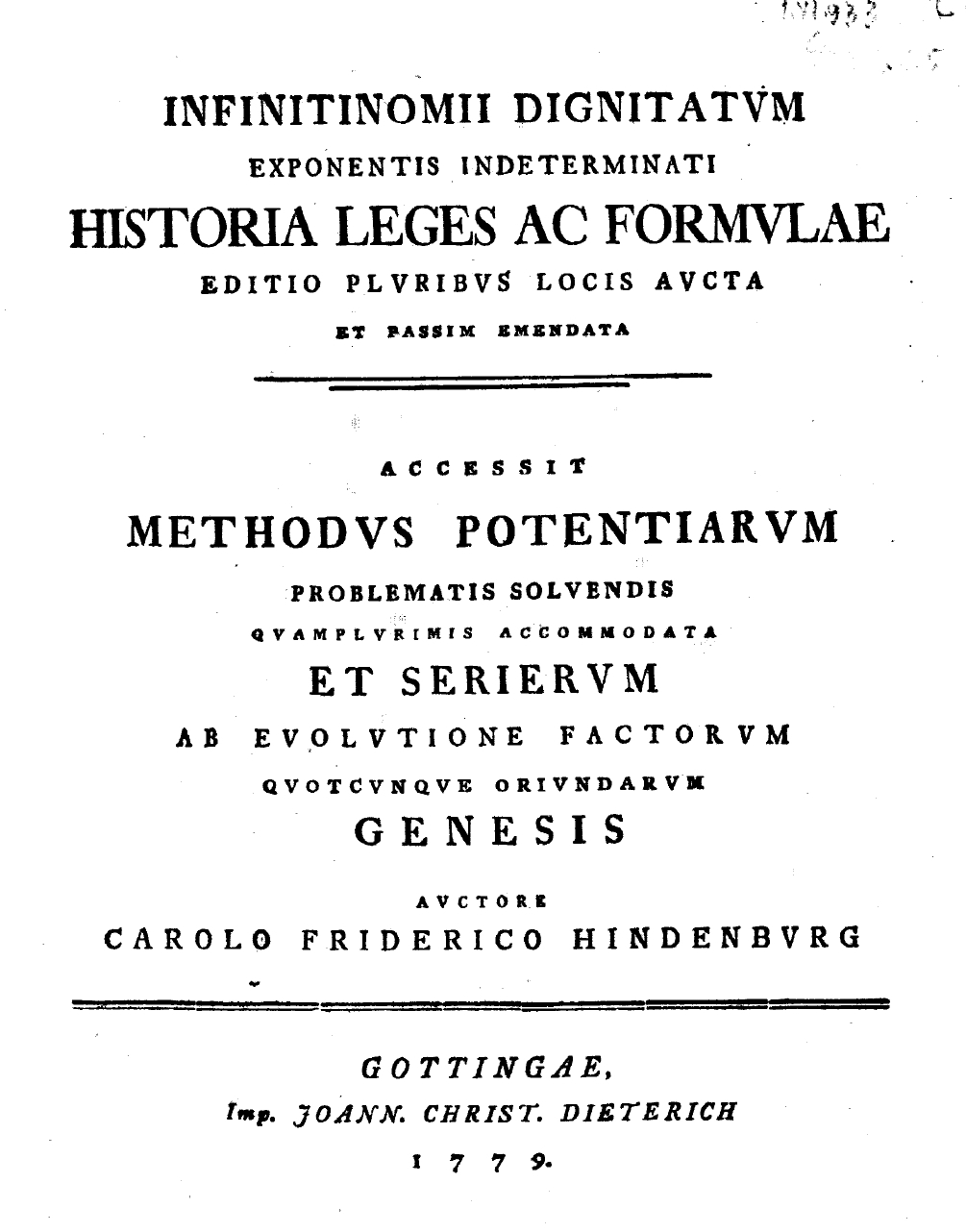
Infinitinomii dignitatum exponentis indeterminati historia leges ac formulae editio pluribus locis aucta et passim emendata, 1779

Carl Friedrich Hindenburg (* 13. Juli 1741 in Dresden; † 17. März 1808 in Leipzig) war ein deutscher Mathematiker, Professor der Philosophie und Physik.

## Leben
Hindenburg war der Sohn eines Dresdner Großhändlers. Er wurde von einem Privatlehrer unterrichtet. 1757 ging er an die Universität Leipzig und belegte Kurse in Medizin, Philosophie, Physik, Mathematik und Ästhetik. 1771 machte er seinen Abschluss als Magister und wurde zum Privatdozenten ernannt.
Bereits vor seiner Ernennung zum Privatdozenten veröffentlichte Hindenburg 1763 und 1769 mehrere Schriften auf dem Gebiet der Philologie. Die ersten Veröffentlichungen im Bereich Mathematik machte er 1776. Zwei Jahre später veröffentlichte er seine Arbeit zum Thema Kombinatorische Mathematik. In den folgenden Jahren bis 1800 veröffentlichte er eine Reihe mathematischer Schriften. Hindenburg machte sich als Erfinder der kombinatorischen Analysis einen Namen. Damit war er in Deutschland einflussreich und fand Eingang in viele Lehr- und Schulbücher. Die Vertreter dieser Schule leiteten auf kombinatorischem Weg zum Beispiel ab, wie sich die Koeffizienten der m-ten Potenz (wobei m auch gebrochen oder negativ sein konnte) einer unendlichen Reihe Q aus den Koeffizienten von Q ableiteten. Gegenstand der Analysis war nach ihrer Ansicht die symbolische Umformung endlicher oder unendlicher Zeichenketten, also die Untersuchung der Struktur von Formeln in ihrer gegenseitigen Abhängigkeit. Das stand in der Tradition der algebraischen Analysis des 18. Jahrhunderts mit deren wichtigstem Vertreter Leonhard Euler (formale Manipulation unendlicher Reihen ohne Betrachtung von Konvergenzfragen) und wurde auch in Deutschland Analysis des Endlichen genannt. Die Hauptlinie der Weiterentwicklung der algebraischen Analysis ging aber über durch Potenzreihen darstellbare Funktionen in den Händen von Joseph-Louis Lagrange. Hindenburg griff in seiner Verwendung der Kombinatorik auch auf Ideen von Gottfried Wilhelm Leibniz zurück. Sein Hauptwerk Infinitomii dignitatum erschien 1779 und der zentrale Gehalt der Analysis lag nach Ansicht der Vertreter dieser Schule im von Hindenburg gefundenen kombinatorischen Polynomialsatz. Die zugrundeliegende Formel war schon Leibniz (für ganzzahlige m) und Euler bekannt, wurde aber anders als bei Hindenburg rekursiv geschrieben. Die Reduktion der Analysis auf mit kombinatorischen Prinzipien algorithmisierbares Rechnen im Endlichen (ähnlich wie später die Konstruktive Mathematik) fand nach Jahnke auch unter den Intellektuellen der Romantik Ende des 18. Jahrhunderts wie Novalis Anklang (Rechnen und Denken ist Eins). Wie Jahnke bemerkte, gab es erste Brüche in diesem Bild, als Siméon Denis Poisson 1811 Antinomien bei unendlichen trigonometrischen Reihen entdeckte (Identitäten die zwar für ganzzahlige Exponenten richtig waren, nicht aber für gebrochenzahlige), was damals große Aufmerksamkeit fand und zum Beispiel auch ein Motiv der Arbeiten zu Konvergenzfragen unendlicher Reihen von Niels Henrik Abel war. Die Arbeiten von Augustin-Louis Cauchy führten dann zu einem Paradigmenwechsel in der Analysis, auch wenn sich die algebraische Analysis in Deutschland noch eine Weile hielt und erst unter dem Einfluss von Felix Klein und seiner Unterrichtsreform, der 1907 vom Elend der algebraischen Analysis sprach, endete.
1781 wurde Hindenburg zum außerordentlichen Professor der Philosophie an der Universität Leipzig ernannt. Nach der Präsentation einer Doktorarbeit über Wasserpumpen wurde er 1786 auch zum Professor der Physik ernannt, als der er in den nächsten 20 Jahren dann hauptsächlich arbeitete.
1797 wurde er zum korrespondierenden Mitglied der Göttinger Akademie der Wissenschaften gewählt. 1806 wurde er als auswärtiges Mitglied in die Preußische Akademie der Wissenschaften aufgenommen. Hindenburg war ab 1781 Mitglied der Leipziger Gelehrtengesellschaft Societas Jablonoviana. Seit 1794 war er außerdem Ehrenmitglied der Russischen Akademie der Wissenschaften in Sankt Petersburg.
Er gab mit Johann III Bernoulli die Zeitschrift Leipziger Magazin zur reinen und angewandten Mathematik (Leipzig 1786–1789) heraus und er gab das Archiv der reinen und angewandten Mathematik (Leipzig 1794–1801) heraus.

## Schriften
- Beschreibung einer ganz neuen Art, nach einem bekannten Gesetze fortgehende Zahlen durch Abzählen oder Abmessen bequem und sicher zu finden. Nebst Anwendung der Methode auf verschiedene Zahlen, besonders auf eine darnach zu fertigende Factorentafel. Crusius, Leipzig 1776. (Digitalisat)
- Infinitinomii Dignitatvm Exponentis Indeterminati Historia Leges Ac Formvlae Editio Plvribvs Locis Avcta Et Passim Emendata: Accessit Methodvs Potentiarvm Problematis Solvendis Qvamplvrimis Accommodata Et Seriervm Ab Evolvtione Factorvm Qvotcvnqve Orivndarvm Genesis. Dieterich, Göttingen 1779. (Digitalisat)
- Novi Systematis Permutationum Combinationum Ac Variationum Primae Lineae Et Logisticae Serierum Formulis Analytico-Combinatoriis Per Tabulas Exhibendae Conspectus Et Specimina，Breitkopf, Leipzig 1781. (Digitalisat)
- Ueber den Schachspieler des Herrn von Kempelen. Nebst einer Abbildung und Beschreibung seiner Sprachmaschine. Müller,  Leipzig 1784. (Digitalisat)
- Antliae novae hydraulico-pneumaticae mechanismus et descriptio. Saalbach, Leipzig 1787. (Digitalisat)
- Ostenditur calorem et phlogiston non esse materias absolute leves. Leipzig 1790
- Der polynomische Lehrsatz, das wichtigste Theorem der ganzen Analysis. Fleischer, Leipzig 1796. (Digitalisat)
- Beantwortung der Frage: ob das neunzehnde Jahrhundert mit dem ersten Januar 1800, oder mit dem ersten Januar 1801, nach unserer Kalenderrechnung anfange? Leipzig 1800. (Digitalisat)
- Über combinatorische Analysis und Derivations-Calcul. Schwickert, Leipzig 1803. (Digitalisat)